# 658. grenadirski polk (Wehrmacht)
658. grenadirski polk (izvirno nemško 658. Grenadier-Regiment; kratica 658. GR) je bil pehotni polk Heera v času druge svetovne vojne.

## Zgodovina
Polk je bil ustanovljen 9. marca 1945 na Danskem in dodeljen 160. pehotni diviziji.